# Пећине Аџанте
Пећине Аџанте (маратхи: अजिंठा लेणी, Ајиṇṭхā лени) чини 29 пећинских храмова исклесаних у стенама Аџанте у две фазе, у 2. веку п. н. е. (за време династије Сатавахана) и у 5. веку (за време династије Вакатака). У пећинама се налазе фреске и скулптуре које проглашене од стране индијске Владе (Archaeological Survey of India) за "најлепше сачуване примере индијске уметности, посебно сликарства", Пећине су исклесане у стенама кланца реке Вагума, који има облик латиничног слова "У" и у њима се налазе неке од најлепших будистичких зидних слика у Индији. Зато су 1983. године уписани на УНЕСКО-в Списак места Светске баштине у Азији и Аустралазији.

## Историја
Ово подручје је од 2. века п. н. е. било насељено будистичким свештеницима који су га напустили у 5. веку, због напада хиндуиста. Пећински храмови су остали заборављени и вероватно би потпуно пропали да нису тако забачени и скривени од погледа.
Год. 1819. Британска војска је, приликом лова на тигрове, забележила њихово постојање, након чега је почело њихово истраживање. Ускоро су постале славне по својој егзотичној локацији, импресивној архитектури, уметничким сликама и давно заборављеној историји.

## Одлике
Поред раскошно исклесаних портала, сваки храм је изнутра јединствен и оригиналан. Обично су мало дубљи него шири и сваки на зиду супротном улазу има нишу у којој се налази скулптура Буде.
Већину храмова (њих 20) посебно су исклесати локални владари око 475. год., укључујући нпр. пећину I која има велику вихара дворану (која је служила за живот свештеника) са свештеничким собама и чаитyа (хинди за "света") собу са храмом Буде у позадини. Зидови главне дворане осликани су у техници фреске с основом урађеном у гипсу. Неке од слика приказују епизоде из Будиних живота (тзв. "Јатака приче"), док је улаз уоквирен с два лика бодисатве. Бодисатве су просветљена бића која одгађају нирвану како би помогли другима да постигну исто просвећење. Бодисатве се разликују од буде јер имају краљевски накит и богато су опремљени деликатним орнаментима. Ови прикази су слични фрескама из старог града Сигирија на Шри Ланки.
Натуралистичко сликање је у равнотежи с благо тонираним бојама, а обрисни цртеж који је увек пресудни елемент индијског сликарства, јасно оцртава облике. Тонске градације боја на телу стварају илузију тродимензионалности. Ова синтеза грациозне божанствености и опипљиве људскости је типична за индијску уметност у раздобљу Гупта (320—600.).
- Унутрашњост храма
- Будино светиште
- Фреска Mahâjanaka Jâtaka (Легенда о Јатаки)
- Љубавници у храму II.
- Улаз у храм IX.